# 台湾油芒
臺灣油芒（学名：Spodiopogon formosanus，魯凱語：lalumaj，排灣語：lumaj，布農語 ：Dill:）为禾本科油芒属下的一个种，是台灣原住民由野生的油芒馴化而來的糧食作物。多年生C4植物，整株高約80—120（31—47英寸），莖桿粗，且有些會呈木質化，莖桿含有豐富的脂肪酸。
其种加词“formosanus”意为“台湾的”。